# NGC 7548
NGC 7548 في الفهرس العام الجديد، هي مجرة، تقع في كوكبة الفرس الأعظم. اكتشفت في 30 سبتمبر 1861 بواسطة هاينريش لويس دريست.

## روابط خارجية
- NGC 7548 على موقع ويكي سكاي: DSS2, SDSS, GALEX, IRAS, Hydrogen α, X-Ray, Astrophoto, Sky Map, Articles and images